# Pasquale Mistretta
Pasquale Mistretta (Cagliari, 4 settembre 1932) è un ingegnere italiano, è stato per 18 anni rettore dell'Università degli Studi di Cagliari.

## Biografia
Laureatosi in ingegneria civile edile all'Università di Cagliari nel 1955, nel 1963 diventa Assistente ordinario di Tecnica Urbanistica presso lo stesso ateneo. Ottiene la libera docenza nel 1971; dal 1976 è Professore Ordinario di Urbanistica nella Facoltà di Ingegneria dell'Università di Cagliari; afferisce al dipartimento di Geoingegneria e Tecnologie Ambientali. Nel maggio del 2010 Il Ministro dell'istruzione, università e ricerca, Mariastella Gelmini gli conferisce il titolo di professore emerito di urbanistica.   
È stato Rettore dell'Università di Cagliari dal 1991 al 2009, confermato per cinque mandati, grazie a modifiche ad hoc apportate allo Statuto accademico. 
Nelle elezioni amministrative del 2001 è stato candidato sindaco di Cagliari per l'Ulivo, ma è stato sconfitto al primo turno da Emilio Floris.